# Sommer-Paralympics 2008/Teilnehmer (Indien)
| stlisierte Goldmedaille | stlisierte Silbermedaille | stlisierte Bronzemedaille |
| ----------------------- | ------------------------- | ------------------------- |
| —                       | —                         | —                         |

Indien trat mit fünf Sportlern bei den Sommer-Paralympics 2008 im chinesischen Peking an.
Fahnenträger beim Einmarsch der Mannschaften war der Powerlifter Rajinder Singh Rahelu. Das beste Resultat erreichte der Powerlifter Farman Rasha mit einem vierten Platz.

## Teilnehmer nach Sportarten

### Leichtathletik
Männer
- Markanda Reddy
- Jagseer Singh

### Powerlifting (Bankdrücken)
Männer
- Farman Basha
- Rajinder Singh Rahelu

### Schießen
Männer
- Naresh Sharma